# Wahlen 1926
◄◄ | ◄ | 1922 | 1923 | 1924 | 1925 | Wahlen 1926 | 1927 | 1928 | 1929 | 1930 | ► | ►►

Weitere Ereignisse
Bei weitem nicht alle aufgeführten Wahlen sind nach international anerkannten demokratischen Standards abgelaufen. Diese Liste kann auch Scheinwahlen in Diktaturen ohne Alternativkandidaten enthalten oder Wahlen, bei denen aufgrund der gegebenen politischen Verhältnisse wahrscheinlich oder klar ist, dass sie durch Wahlbetrug oder ohne fairen, gleichrangigen Zugang der konkurrierenden Kandidaten oder Parteien zu den Massenmedien zustande gekommen sind.
Die hier aufgeführten Wahlen und Referenden fanden im Jahr 1926 statt.

## Termine
| Land               | Datum                             | Link zur Wahl 1926                                 | Link zur letzten Wahl | Bemerkung                                                                 |
| ------------------ | --------------------------------- | -------------------------------------------------- | --------------------- | ------------------------------------------------------------------------- |
| Brasilien          | 1. März                           | Präsidentenwahl in Brasilien                       | 1922                  | Washington Luís erhielt 98,0 % der Wählerstimmen                          |
| Argentinien        | 7. März                           | Parlamentswahl in Argentinien                      | 1924                  | Siehe auch Geschichte Argentiniens                                        |
| Estland            | 15. Mai (und 17. Mai)             | Parlamentswahl in Estland                          | 1923                  |                                                                           |
| Ägypten            | 24. Mai                           | Parlamentswahl in Ägypten                          | 1925                  |                                                                           |
| Südwestafrika      | 26. Mai                           | Wahlen zur South West African Legislative Assembly | ./.                   |                                                                           |
| Kanada             | 14. September                     | Kanadische Unterhauswahl                           | 1925                  |                                                                           |
| Deutsches Reich    | 31. Oktober                       | Landtagswahl in Sachsen 1926                       | 1922                  |                                                                           |
| Honduras           | Oktober                           | Parlamentswahl in Honduras                         | 1924                  |                                                                           |
| Vereinigte Staaten | 2. November                       | Senatswahl                                         | 1924                  |                                                                           |
| Griechenland       | 7. November                       | Parlamentswahl in Griechenland                     | 1923                  |                                                                           |
| Nicaragua          | 11. November                      | Präsidentenwahl in Nicaragua                       | 1924                  |                                                                           |
| Nicaragua          | November                          | Parlamentswahl in Nicaragua                        | 1924                  | (gewählt wurde die Hälfte der Abgeordneten und ein Drittel der Senatoren) |
| Madras             | November                          | Parlamentswahl in Madras                           | 1923                  |                                                                           |
| Deutsches Reich    | 5. Dezember                       | Volksabstimmung über die Auflösung Landtags        | ./.                   |                                                                           |
| Dänemark           | 2. Dezember (Färöer 20. Dezember) | Folketingswahl                                     | 1924                  | Siehe auch Regierung Dänemarks                                            |
| Guatemala          | 5. Dezember                       | Präsidentenwahl in Guatemala                       | 1922                  | Sieger: Lázaro Chacón González (88,6 %)                                   |
| Mongolei           |                                   | Parlamentswahlen in der Mongolei                   | 1925                  |                                                                           |

1796 |
1797 |
1798 |
1799 |
1800 |
1801 |
1802 |
1803 |
1804 |
1805 |
1806 |
1807 |
1808 |
1809 |
1810 |
1811 |
1812 |
1813 |
1814 |
1815 |
1816 |
1817 |
1818 |
1819 |
1820 |
1821 |
1822 |
1823 |
1824 |
1825 |
1826 |
1827 |
1828 |
1829 |
1830 |
1831 |
1832 |
1833 |
1834 |
1835 |
1836 |
1837 |
1838 |
1839 |
1840 |
1841 |
1842 |
1843 |
1844 |
1845 |
1846 |
1847 |
1848 |
1849 |
1850 |
1851 |
1852 |
1853 |
1854 |
1855 |
1856 |
1857 |
1858 |
1859 |
1860 |
1861 |
1862 |
1863 |
1864 |
1865 |
1866 |
1867 |
1868 |
1869 |
1870 |
1871 |
1872 |
1873 |
1874 |
1875 |
1876 |
1877 |
1878 |
1879 |
1880 |
1881 |
1882 |
1883 |
1884 |
1885 |
1886 |
1887 |
1888 |
1889 |
1890 |
1891 |
1892 |
1893 |
1894 |
1895 |
1896 |
1897 |
1898 |
1899 |
1900 |
1901 |
1902 |
1903 |
1904 |
1905 |
1906 |
1907 |
1908 |
1909 |
1910 |
1911 |
1912 |
1913 |
1914 |
1915 |
1916 |
1917 |
1918 |
1919 |
1920 |
1921 |
1922 |
1923 |
1924 |
1925 |
1926 |
1927 |
1928 |
1929 |
1930 |
1931 |
1932 |
1933 |
1934 |
1935 |
1936 |
1937 |
1938 |
1939 |
1940 |
1941 |
1942 |
1943 |
1944 |
1945 |
1946 |
1947 |
1948 |
1949 |
1950 |
1951 |
1952 |
1953 |
1954 |
1955 |
1956 |
1957 |
1958 |
1959 |
1960 |
1961 |
1962 |
1963 |
1964 |
1965 |
1966 |
1967 |
1968 |
1969 |
1970 |
1971 |
1972 |
1973 |
1974 |
1975 |
1976 |
1977 |
1978 |
1979 |
1980 |
1981 |
1982 |
1983 |
1984 |
1985 |
1986 |
1987 |
1988 |
1989 |
1990 |
1991 |
1992 |
1993 |
1994 |
1995 |
1996 |
1997 |
1998 |
1999 |
2000 |
2001 |
2002 |
2003 |
2004 |
2005 |
2006 |
2007 |
2008 |
2009 |
2010 |
2011 |
2012 |
2013 |
2014 |
2015 |
2016 |
2017 |
2018 |
2019 |
2020 |
2021 |
2022 |
2023 |
2024 |
2025 |
2026 |
2027